# Volvo Amazon
Pour les articles homonymes, voir Amazon (homonymie).
La Volvo Amazon, également connue sous le nom de Série 120, est une automobile construite par la firme Volvo. La première Amazon sort de l’usine Volvo en juillet 1956. Elle existe en trois versions : la 121, la 122 et la 123. Trois carrosseries sont également développées par le designer Jan Wilsgaard : une tricorps à deux portes, une tricorps à quatre portes et une bicorps break à cinq portes.
Les dernières Amazon sortirent de la chaîne en 1970. Au total, 667 323 exemplaires auront été construits. Elles seront remplacées par les Volvo série 140.

## Dénomination
Cette voiture, appelée Amazon (écrit même Amason à l'origine) pour les marchés scandinaves, dut être rebaptisée au fur et à mesure de sa pénétration d’autres marchés. En effet, le nom « Amazon » avait été déposé par le constructeur allemand de motocyclettes Kreidler.

## Les modèles
Pour la série 120 — nom de code de cette voiture — le modèle de base, la 121, est équipé d’un moteur de 66 ch. La 122 (S) est quant à elle, introduite en 1958 comme un modèle plus sportif avec son moteur de 85 ch. La 123 (GT) est dévoilée en 1967 comme la version la plus élaborée avec son moteur de 115 ch. Elle sera disponible en trois carrosseries différentes: coach deux portes, berline quatre portes et break cinq portes.

### 1956 - 1966
Initialement, la voiture est équipée du moteur B16 (1 600 cm3), déjà utilisé sur la série précédente, la PV 444, associé à une boîte à 3 rapports (H6). La version suivante, présenté en 1958, la 122S, d'abord équipée du moteur B16 B puis du moteur B18 à partir de septembre 1961 (1 800 cm3), qui proposait 4 options de boîte de vitesses : une première à trois rapports (M30), une deuxième à 4 rapports (M40), une troisième à quatre rapports avec overdrive électrique (M41) et enfin une boîte automatique « Borg-Warner » à trois rapports (BW35).
En 1958, la Volvo Amazon commence à être équipée de ceintures de sécurité trois points, et devient sans doute la première voiture de série à en intégrer.

### 1966 - 1970

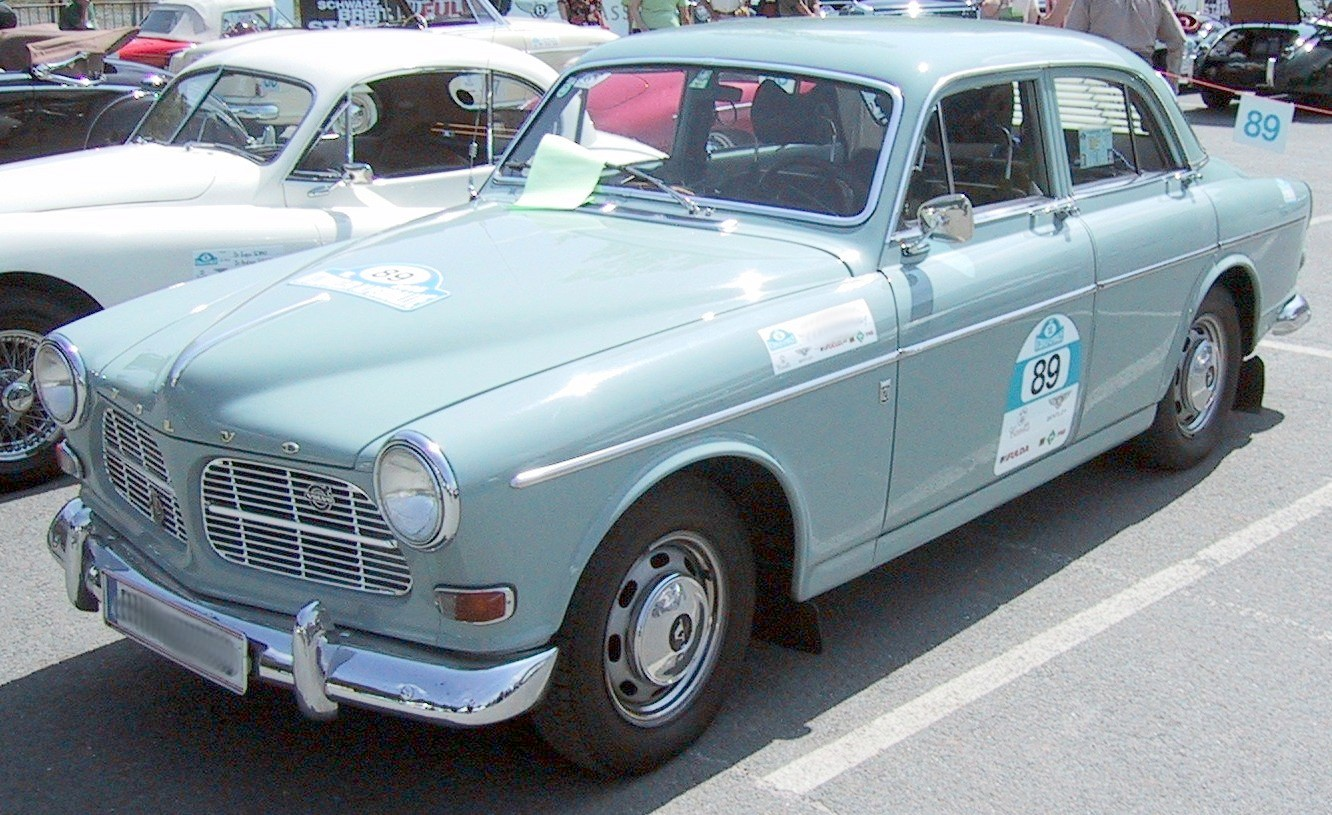
Volvo 121 4 portes de 1965 au Rallye Historique de Kitzbühl.

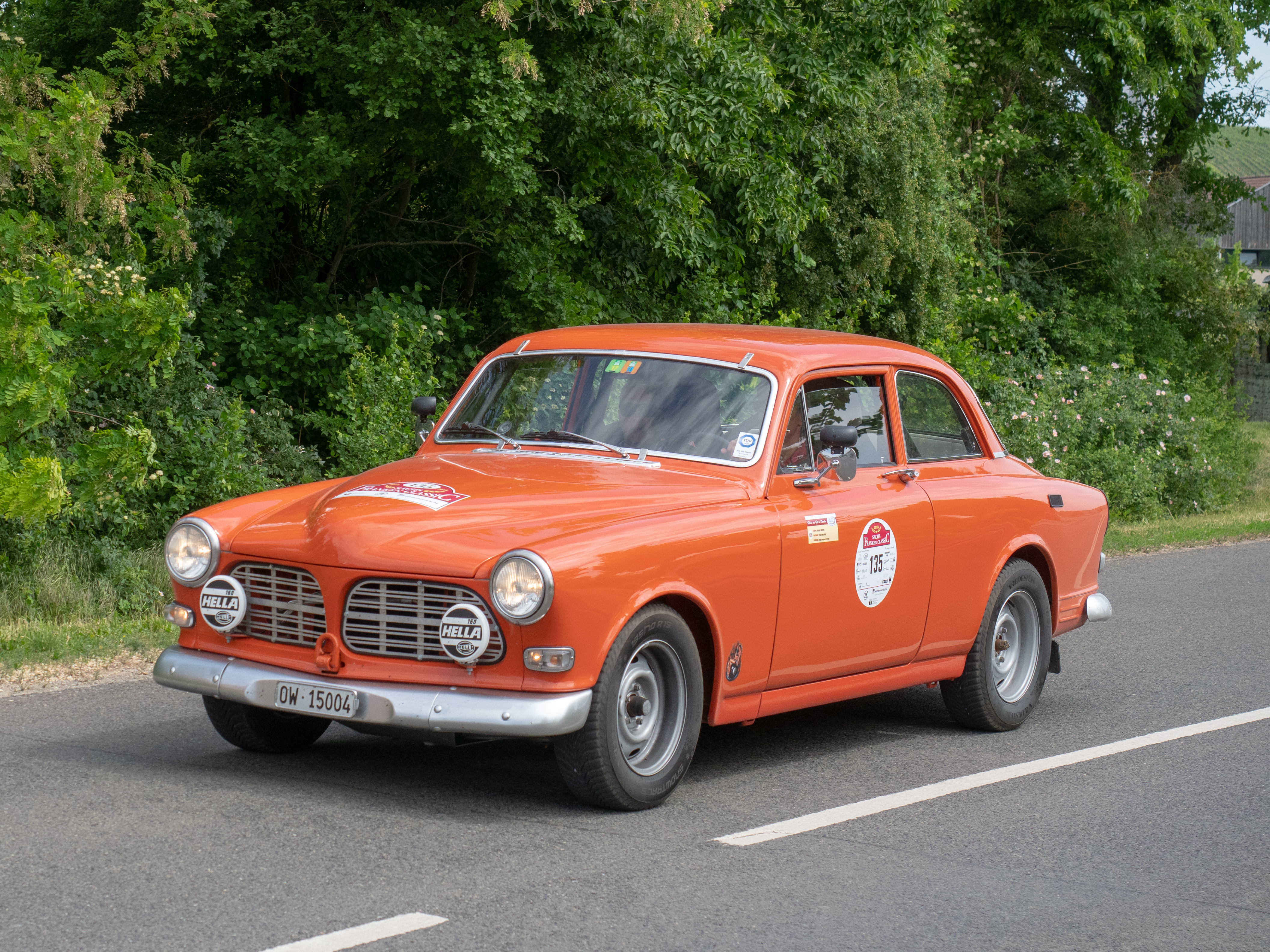
Volvo 121 2 portes au Sachs Franken Classic en 2018.

En 1966, quand finalement la production de la vieille PV 544 est arrêtée, un modèle dépouillé de l’Amazon, l’« Amazon Favorit », vient occuper pendant quelque temps le créneau laissé vacant.
Fin 1966, la 123GT, équipé du même moteur (B18B) que la 1800 S (S pour sport) et de la boite M41 équipée d'un overdrive, fait également son apparition. Par ailleurs, ce modèle reçoit plusieurs équipements pour traduire son esprit grand tourisme (phares additionnels fixés sur le pare-chocs, compte-tours, volant, etc.) et d’un alternateur pour favoriser la charge de la batterie.
En 1969, le moteur B18 est retravaillé et appelé B20. D’une cylindrée de 1 986 cm3, il s'agit en réalité du même bloc dont l'alésage a été augmenté. Il est décliné en B20A (un seul carburateur de type SU ou Zenith-Stromberg) et en B20B (2 carburateurs SU).

## Technologie
L'ingénieur Nils Bohlin recruté par Volvo brevette en 1959 la ceinture de sécurité moderne en installant des points d'ancrage pour des ceintures trois points avec une sangle abdominale et une sangle diagonale. L'entreprise décide alors de laisser le brevet libre de droits et les autres constructeurs ont pu profiter de cette avancée. Elle est montée en équipement standard pour la première fois la même année dans la Volvo Amazon et dans la Volvo PV 544. Ce sont les premiers modèles de série à en être équipés.

## Course automobile

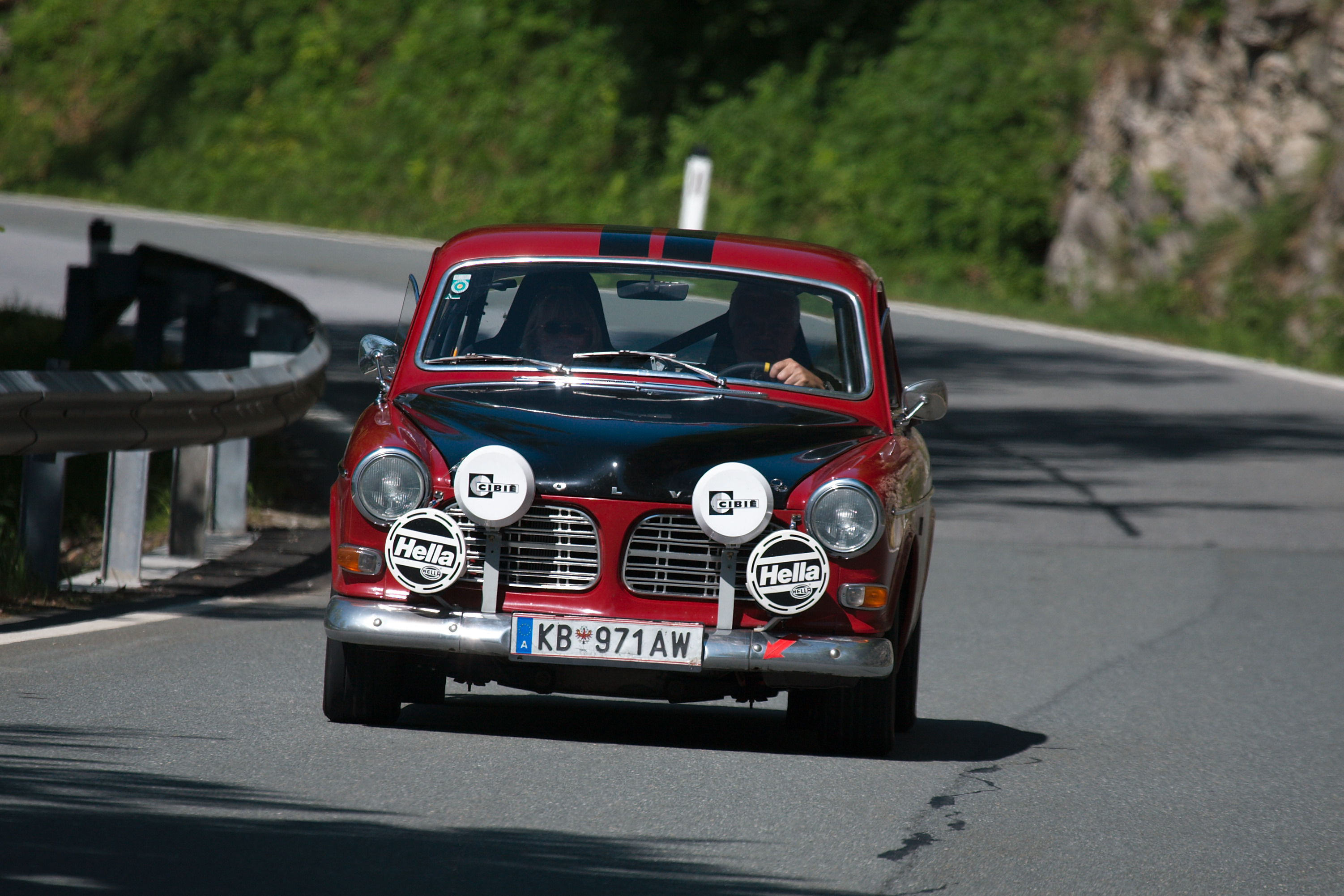
Volvo 122 à la course de côte historique de Gais en 2009.

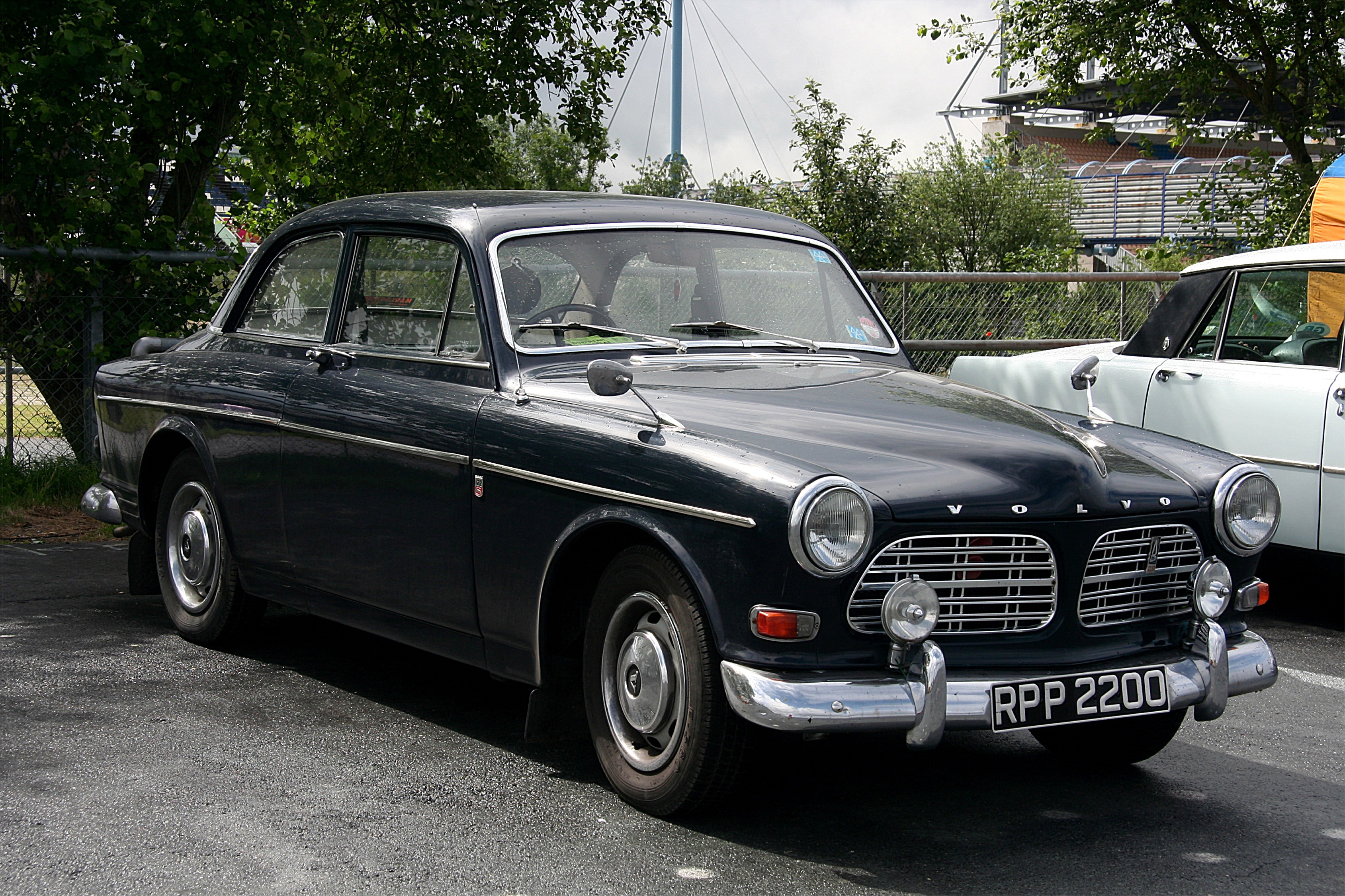
Volvo 122 S B2 en 2007.

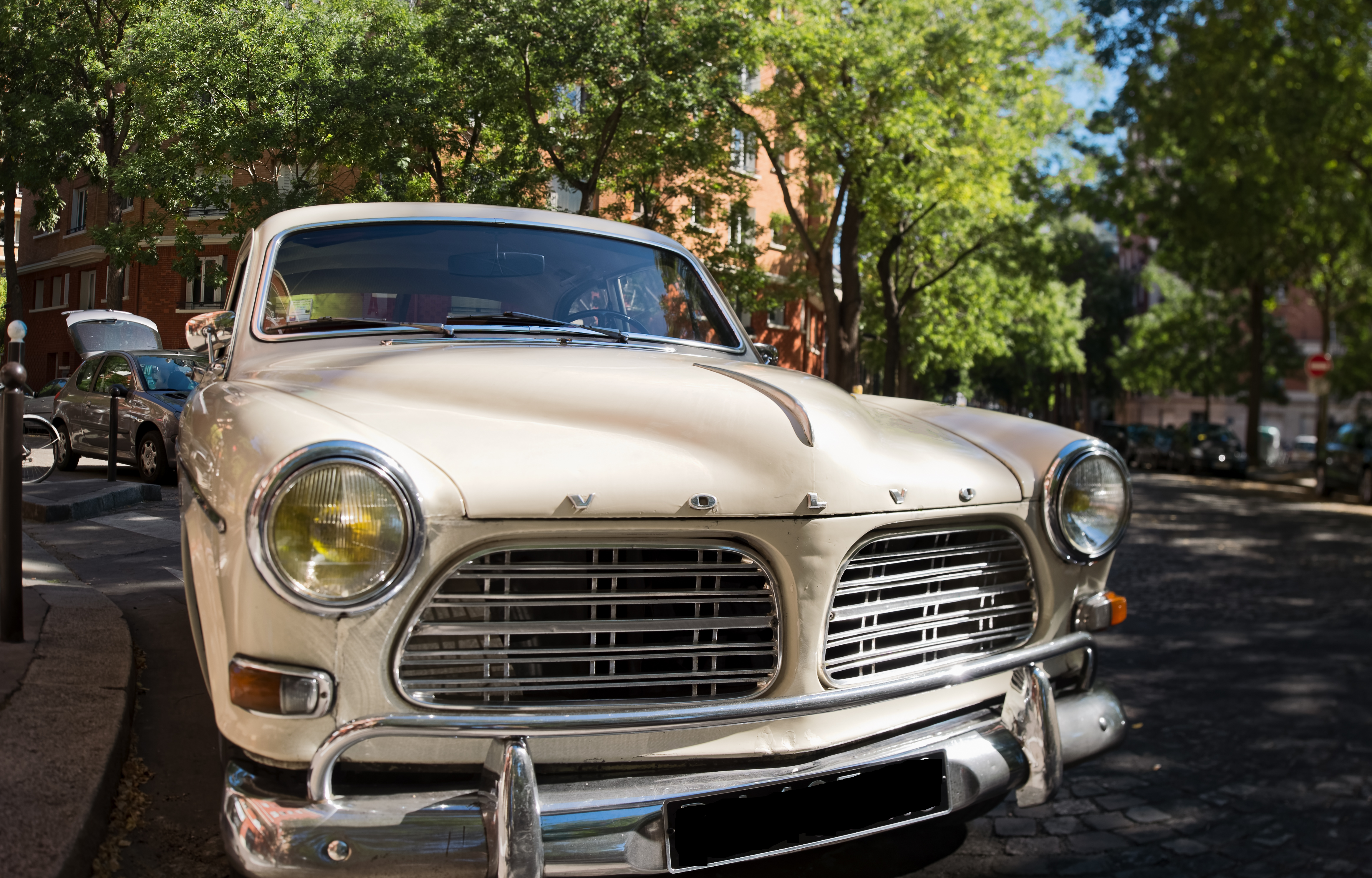
Volvo Amazon à Paris, France, septembre 2016.

Pour assurer la promotion de la marque et du modèle, l’Amazon, comme la PV 444 et la PV 544, est engagée dans de multiples rallyes automobiles. On la verra d’abord en Scandinavie au Midnattssolsrallyt, le Rallye du Soleil de Minuit, au Rallye de Suède puis au Rallye du RAC en Angleterre, en Belgique, au Rallye Monte-Carlo, en Grèce au Rallye de l’Acropole, à l'East African Safary au Kenya et en France au Rallye du Mont-Blanc, Rallye du Forez et bien d’autres. En 1966 à la suite d'un accident qui entraîna la mort de deux mécaniciens, Volvo décida de ne plus s'engager officiellement dans ces épreuves. Volvo se contenta d'apporter son concours à des pilotes indépendants.
Les pilotes de l'époque étaient :
- Gunnar Andersson,
  - vainqueur du championnat d'Europe des Rallyes en 1958 sur PV 444 et PV 544
  - vainqueur du championnat d'Europe des Rallyes en 1963 sur PV 544 et Amazon 122S
- Tom Trana, un mécanicien devenu pilote, d’abord sur PV 544 ensuite sur Amazon,
  - vainqueur du Rallye du RAC en 1963[6] et en 1964,
  - vainqueur du Rallye de l'Acropole en 1964[7],
  - vainqueur du Rallye de Suède en 1965.
- Carl-Magnus Skogh,
- Sylvia Österberg,
- Bengt Söderström.

### Moteur B16

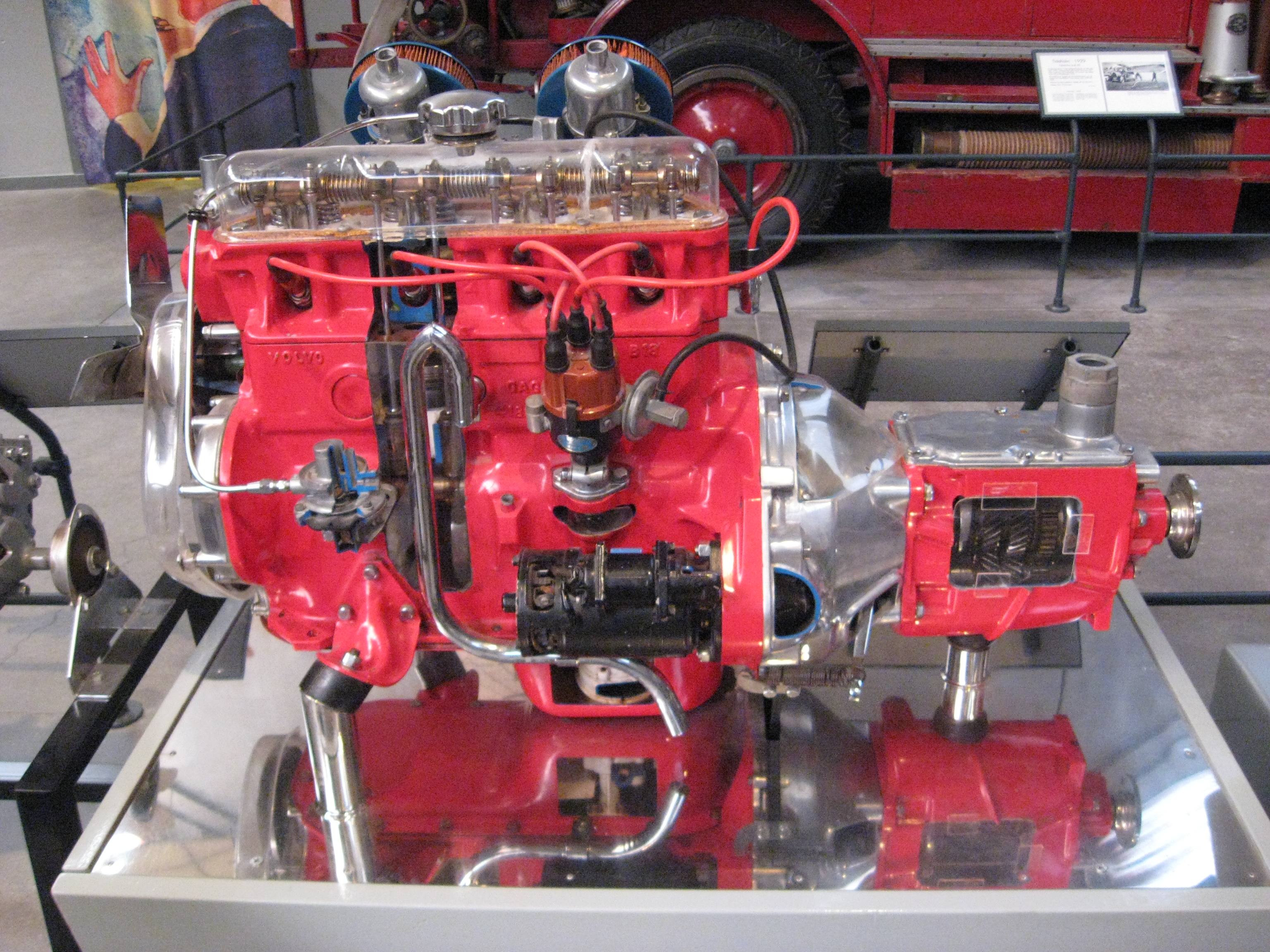
Moteur B18

## Motorisation de la Série 120

### Moteur B18
| Moteur B18          | B18A type 1            | B18A type 2                         | B18B                   | B18D type 1            | B18D type 2            | B18D type 3            |
| ------------------- | ---------------------- | ----------------------------------- | ---------------------- | ---------------------- | ---------------------- | ---------------------- |
| Alésage             | 84,14 mm               | 84,14 mm                            | 84,14 mm               | 84,14 mm               | 84,14 mm               | 84,14 mm               |
| Course              | 80 mm                  | 80 mm                               | 80 mm                  | 80 mm                  | 80 mm                  | 80 mm                  |
| Cylindrée           | 1 780 cm3              | 1 780 cm3                           | 1 780 cm3              | 1 780 cm3              | 1 780 cm3              | 1 780 cm3              |
| Taux de Compression | 8,5:1                  | 8,7:1                               | 10,1:1                 | 8,5:1                  | 8,7:1                  | 8,7:1                  |
| Alimentation        | Un carb. Zenith 36VN   | Un carb. Zenith-Stromberg 175 CD(S) | Deux carb. SU HS6      | Deux carb. SU HS6      | Deux carb. SU HS6      | Deux carb. SU HS6      |
| Puissance           | 68 ch à 4 500 tr/min   | 75 ch à 4 700 tr/min                | 96 ch à 5 600 tr/min   | 80 ch à 5 000 tr/min   | 86 ch à 5 000 tr/min   | 90 ch à 5 500 tr/min   |
| Couple              | 132 N m à 2 600 tr/min | 142 N m à 2 300 tr/min              | 144 N m à 3 600 tr/min | 137 N m à 3 000 tr/min | 137 N m à 3 500 tr/min | 142 N m à 3 200 tr/min |
| Moteur utilisé sur  | 121                    | 121                                 | 123GT                  | 122S                   | 122S                   | 122S                   |
| Période             | de 8/61 à 12/67        | de 8/61 à 9/68                      | de 8/66 à 7/68         | de 8/61 à 8/68         | de 8/61 à 8/68         | de 8/61 à 8/68         |

### Moteur B20
| Moteur B20          | B20A                                  | B20B                   | B20D                   |
| ------------------- | ------------------------------------- | ---------------------- | ---------------------- |
| Alésage             | 88,9 mm                               | 88,9 mm                | 88,9 mm                |
| Course              | 80 mm                                 | 80 mm                  | 80 mm                  |
| Cylindrée           | 1 990 cm3                             | 1 990 cm3              | 1 990 cm3              |
| Taux de Compression | 8,7:1                                 | 9,5:1                  | 9,1:1                  |
| Alimentation        | Un carb. Zenith-Stromberg 175 CD-2 SE | Deux carb. SU HS6      | Deux carb. SU HS6      |
| Puissance           | 82 ch à 4 700 tr/min                  | 110 ch à 5 500 tr/min  | 100 ch à 5 500 tr/min  |
| Couple              | 157 N m à 2 300 tr/min                | 152 N m à 3 500 tr/min | 142 N m à 3 500 tr/min |
| Moteur utilisé sur  | 121                                   | 122S/123GT             | 122S                   |
| Période             | de 8/68 à 7/70                        | de 8/68 à 8/70         | de 8/68 à 7/70         |

#### Préparation du moteur B18/B20
Un millier d'Amazon ont été « préparées » pour participer à des courses automobiles, principalement des rallyes. Environ 800 l'ont été par l'usine de Göteborg.
Cette préparation était proposée en trois alternatives qui permettaient au moteur B20 d'atteindre de 140 ch, 170 ch ou plus de 180 ch dans sa version ultime pour un couple allant jusqu'à 196 N m à 4 700 tr/min. Elle consistait en :
- Une culasse rabotée équipée de chambre de combustion réduite offrant un taux de compression allant jusqu'à 11,7 à 1, intégrant des soupapes de plus grand diamètre, 42 mm au lieu de 40 mm, avec leurs ressorts renforcés et avec un joint de culasse métallique spécifique,
- Un arbre à cames plus pointu, trois versions disponibles, équipés de leurs poussoirs spécifiques,
- Un volant moteur allégé de 8 kg au lieu de 11,5 kg,
- Des ressorts d'embrayage renforcés,
- Une tubulure d'admission permettant l'utilisation de deux carburateurs double corps Solex en 45mm,
- Une tubulure d'échappement 4 en 1,
- Un radiateur d'huile sous forme d'un échangeur eau/huile.
- Un allumeur à courbe d'avance modifiée.
- Un jeu de bougies plus froides.